# Barjac (Gard)
Pour les articles homonymes, voir Barjac.
Barjac est une commune française située dans le nord-est du département du Gard, en région Occitanie.
Exposée à un climat méditerranéen, elle est drainée par le ruisseau de Roméjac, le ruisseau de Chantabre, le ruisseau de Condoubrie, le ruisseau de Malaygue, le ruisseau de Malibaud, le ruisseau de Soulas et par divers autres petits cours d'eau. La commune possède un patrimoine naturel remarquable composé de deux zones naturelles d'intérêt écologique, faunistique et floristique.
Barjac est une commune rurale qui compte 1 606 habitants en 2022. Ses habitants sont appelés les Barjacois ou  Barjacoises.
Le patrimoine architectural de la commune comprend deux  immeubles protégés au titre des monuments historiques : les dolmens, classés en 1889, et le château, inscrit en 1993.

## Géographie

### Localisation
Barjac est située à 169 mètres d'altitude dans le Gard provençal, au nord-est du département du Gard. Elle est limitrophe du département de l'Ardèche qui la borde sur trois côtés. Elle se situe dans une plaine encadrée par le Piémont cévenol ardéchois (à l'ouest) et les plateaux calcaires entaillés par les gorges de l'Ardèche (7 km au nord-est) et les gorges de la Cèze (5 km au sud).

### Lieux-dits, hameaux et écarts
Parmi les hameaux de la localité, on peut citer :
- les Ribes Hautes, parfois orthographié Ribaute, ancienne friche industrielle reconvertie en lieu de création et d'exposition[1]
- Chabriac
- Mas Lozard
- Montchamp
- Roméjac
- Mas de la Croix
- la Villette
- le Gourdon

### Géologie et relief
Le village de Barjac est situé dans une plaine alluviale dont le sol est constitué de calcaires de l'Eocène, qui correspond à l'extrémité nord du Fossé d'Alès. Cette plaine d'effondrement orientée sud-ouest - nord-est dominée à l'est par un plateau calcaire de type Urgonien percé par des réseaux karstiques dont certains débouchent en partie supérieure en formant un aven, et à l'ouest par un ancien bloc Urgonien « basculé » vers la vallée du Chassezac, la Montagne de la Serre.
Le relief est peu marqué, à l'exception de l'est et du nord-est de la commune, à la limite des communes d'Orgnac-l'Aven et Labastide-de-Virac. C'est dans cette zone de garrigue, appelée Bois de Ronze, que se trouvent les élévations supérieures à 300 mètres d'altitude.
Le point le plus bas de la commune se situe au sud-ouest, au confluent du Ruisseau de Malaygue et du Ruisseau de Roméjac.

### Hydrographie
La commune est située dans le bassin versant de la Cèze, à l'exception de l'extrémité nord, autour des hameaux de Chabriac et le Gourdon, qui est située dans le bassin versant de l'Ardèche par la dépression de la Goule de Foussoubie.
Elle est traversée par plusieurs ruisseaux au régime intermittent, souvent à sec l'été, dont le Bourdarie, affluent du Chantabre, qui coule en contrebas du village.

### Sismicité
La sismicité de la zone est modérée. Toutefois, le 3 août 2011 à 3 h 36, un séisme d'une magnitude de 4,5 sur l'échelle de Richter s'est produit sans faire de dégât.

### Climat
Pour des articles plus généraux, voir Climat de l'Occitanie et Climat du Gard.
En 2010, le climat de la commune est de type climat méditerranéen franc, selon une étude s'appuyant sur une série de données couvrant la période 1971-2000. En 2020, Météo-France publie une typologie des climats de la France métropolitaine dans laquelle la commune est dans une zone de transition entre le climat de montagne et le climat méditerranéen et est dans la région climatique Provence, Languedoc-Roussillon, caractérisée par une pluviométrie faible en été, un très bon ensoleillement (2 600 h/an), un été chaud (21,5 °C), un air très sec en été, sec en toutes saisons, des vents forts (fréquence de 40 à 50 % de vents > 5 m/s) et peu de brouillards.
Pour la période 1971-2000, la température annuelle moyenne est de 13 °C, avec  une amplitude thermique annuelle de 17,7 °C. Le cumul annuel moyen de précipitations est de 982 mm, avec 6,6 jours de précipitations en janvier et 3,8 jours en juillet. Pour la période 1991-2020, la température moyenne annuelle observée sur la station météorologique la plus proche, située dans la commune de Montclus à 8 km à vol d'oiseau, est de 13,7 °C et le cumul annuel moyen de précipitations est de 951,2 mm,. Pour l'avenir, les paramètres climatiques de la commune estimés pour 2050 selon différents scénarios d’émission de gaz à effet de serre sont consultables sur un site dédié publié par Météo-France en novembre 2022.

### Voies de communication et transports
Barjac est située au croisement des anciennes routes nationales Pont-Saint-Esprit-Mende (D901) et Aubenas-Uzès (D979/D579).
Des lignes régulières d'autocar relient Barjac à Avignon, Aubenas et Alès,.

### Milieux naturels et biodiversité
L’inventaire des zones naturelles d'intérêt écologique, faunistique et floristique (ZNIEFF) a pour objectif de réaliser une couverture des zones les plus intéressantes sur le plan écologique, essentiellement dans la perspective d’améliorer la connaissance du patrimoine naturel national et de fournir aux différents décideurs un outil d’aide à la prise en compte de l’environnement dans l’aménagement du territoire.
Une ZNIEFF de type 1 est recensée dans la commune :
les « pelouses de Champ de Bagnol » (68 ha) et une ZNIEFF de type 2, : 
les « plateaux calcaires méridionaux du Bas Vivarais » (8 289 ha), couvrant 7 communes du département.

Carte des ZNIEFF de type 1 et 2 à Barjac.
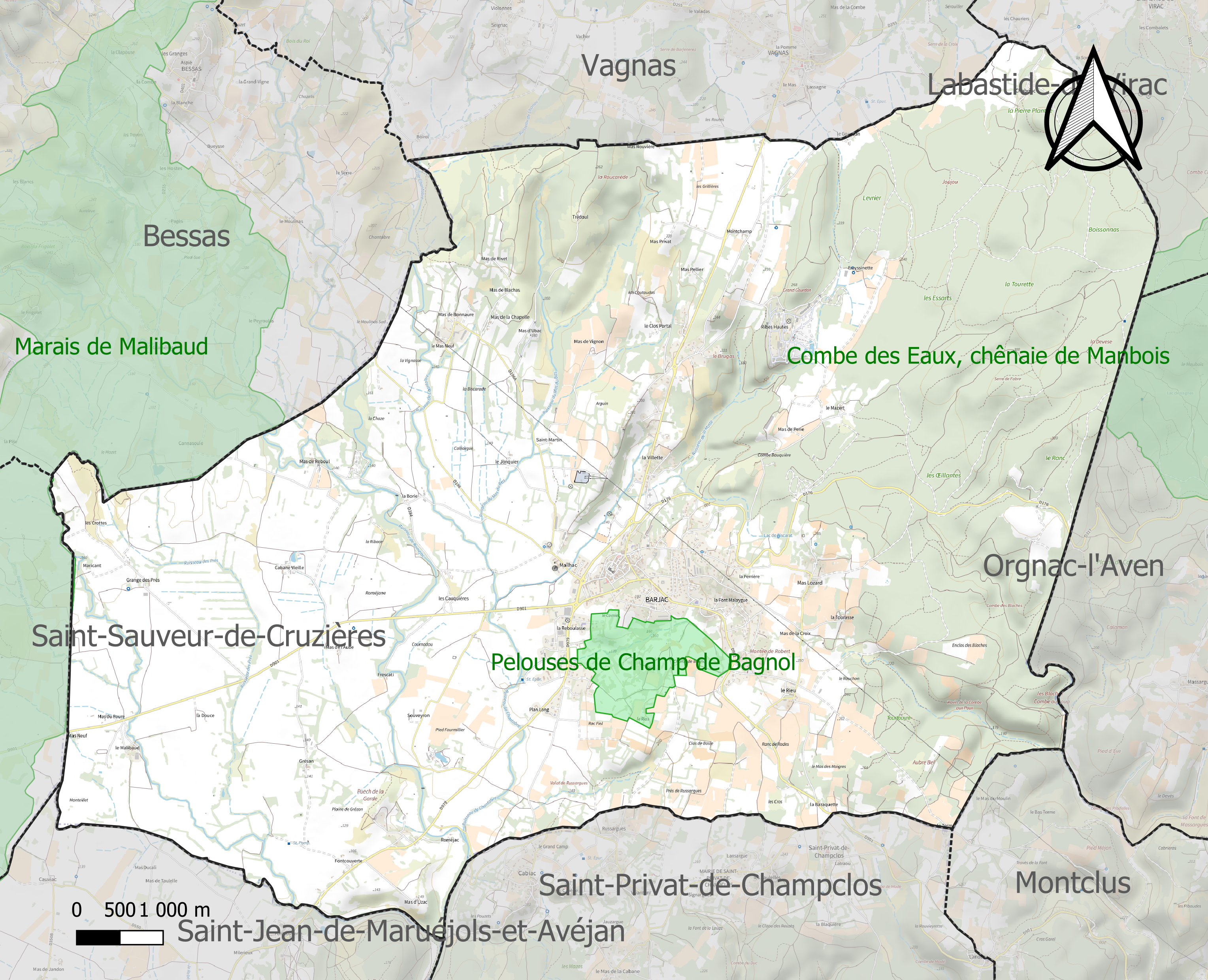
Carte de la ZNIEFF de type 1 dans la commune.
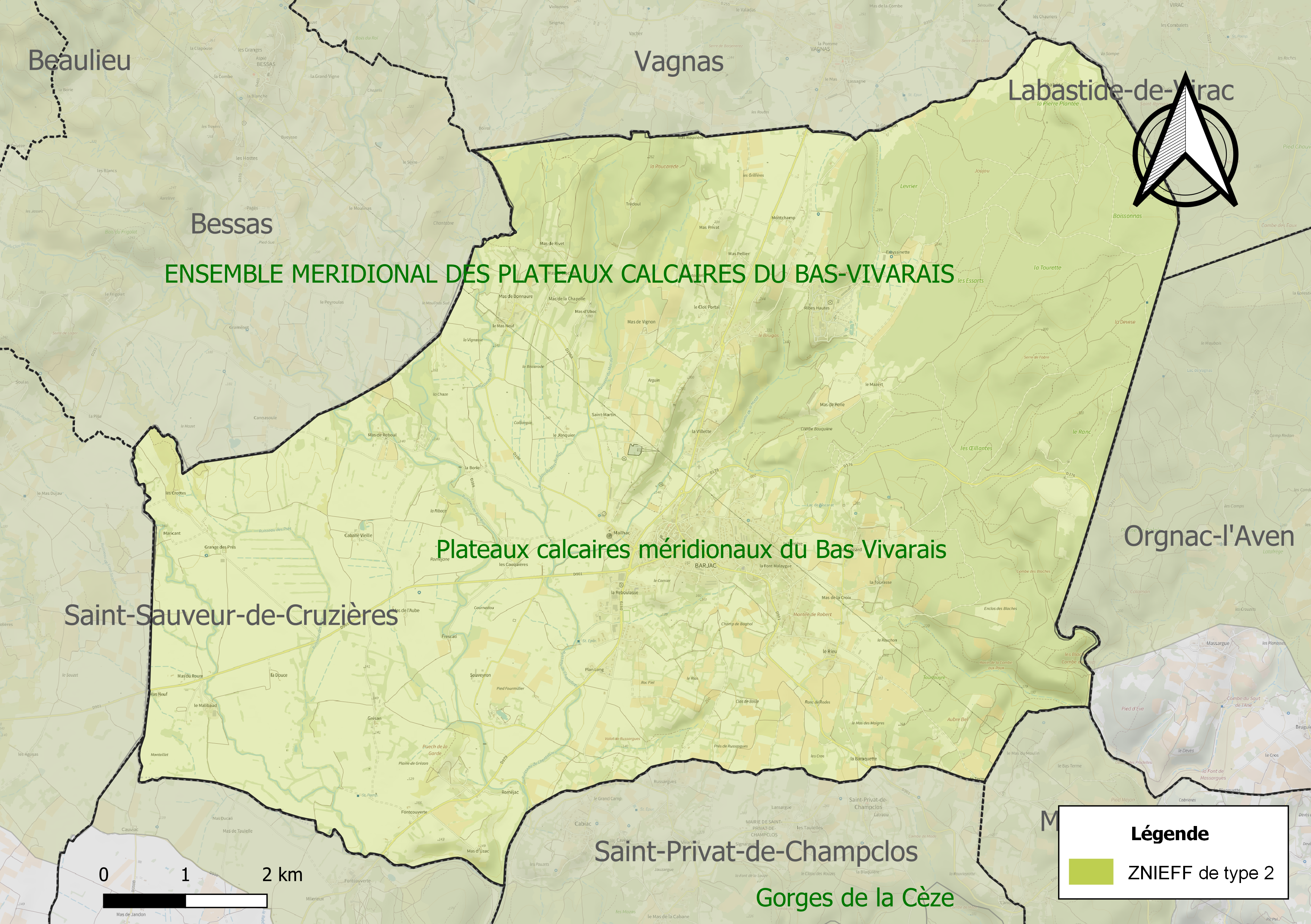
Carte de la ZNIEFF de type 2 dans la commune.

## Urbanisme

### Typologie
Au 1er janvier 2024, Barjac est catégorisée bourg rural, selon la nouvelle grille communale de densité à sept niveaux définie par l'Insee en 2022.
Elle est située hors unité urbaine et hors attraction des villes,.

### Occupation des sols
L'occupation des sols de la commune, telle qu'elle ressort de la base de données européenne d’occupation biophysique des sols Corine Land Cover (CLC), est marquée par l'importance des territoires agricoles (57,2 % en 2018), une proportion sensiblement équivalente à celle de 1990 (57,6 %). La répartition détaillée en 2018 est la suivante : 
zones agricoles hétérogènes (40,9 %), forêts (31,7 %), milieux à végétation arbustive et/ou herbacée (8,5 %), cultures permanentes (7,9 %), terres arables (7 %), zones urbanisées (2,6 %), prairies (1,4 %). L'évolution de l’occupation des sols de la commune et de ses infrastructures peut être observée sur les différentes représentations cartographiques du territoire : la carte de Cassini (XVIIIe siècle), la carte d'état-major (1820-1866) et les cartes ou photos aériennes de l'IGN pour la période actuelle (1950 à aujourd'hui).

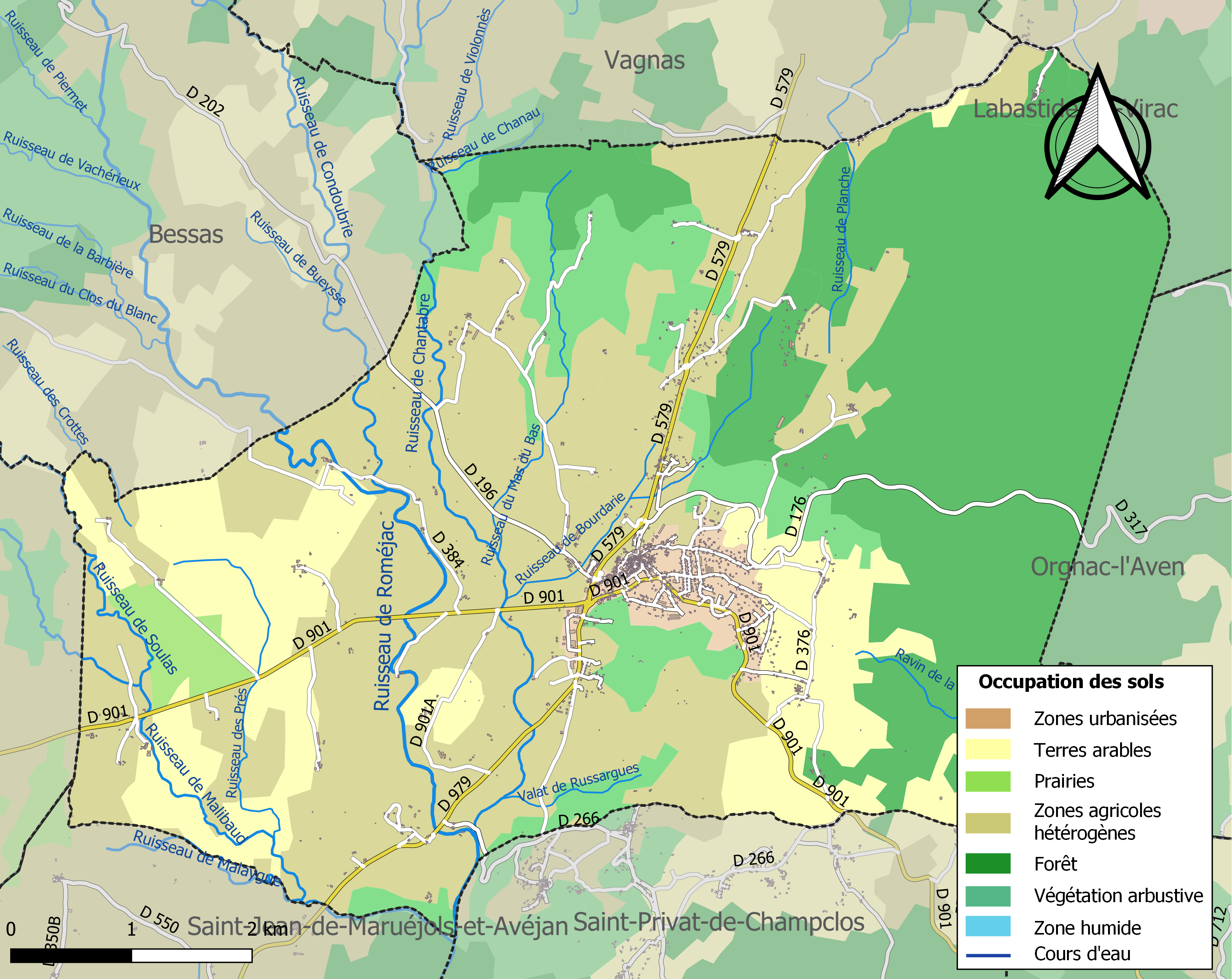
Carte des infrastructures et de l'occupation des sols de la commune en 2018 (CLC).

### Risques majeurs
Le territoire de la commune de Barjac est vulnérable à différents aléas naturels : météorologiques (tempête, orage, neige, grand froid, canicule ou sécheresse), inondations, feux de forêts, mouvements de terrains et séisme (sismicité modérée). Il est également exposé à un risque particulier : le risque de radon. Un site publié par le BRGM permet d'évaluer simplement et rapidement les risques d'un bien localisé soit par son adresse soit par le numéro de sa parcelle.

#### Risques naturels
Certaines parties du territoire communal sont susceptibles d’être affectées par le risque d’inondation par débordement de cours d'eau et par une crue torrentielle ou à montée rapide de cours d'eau, notamment le ruisseau de Roméjac. La commune a été reconnue en état de catastrophe naturelle au titre des dommages causés par les inondations et coulées de boue survenues en 1982, 1983, 1992, 1993, 1995, 1998, 2002, 2015 et 2018,.

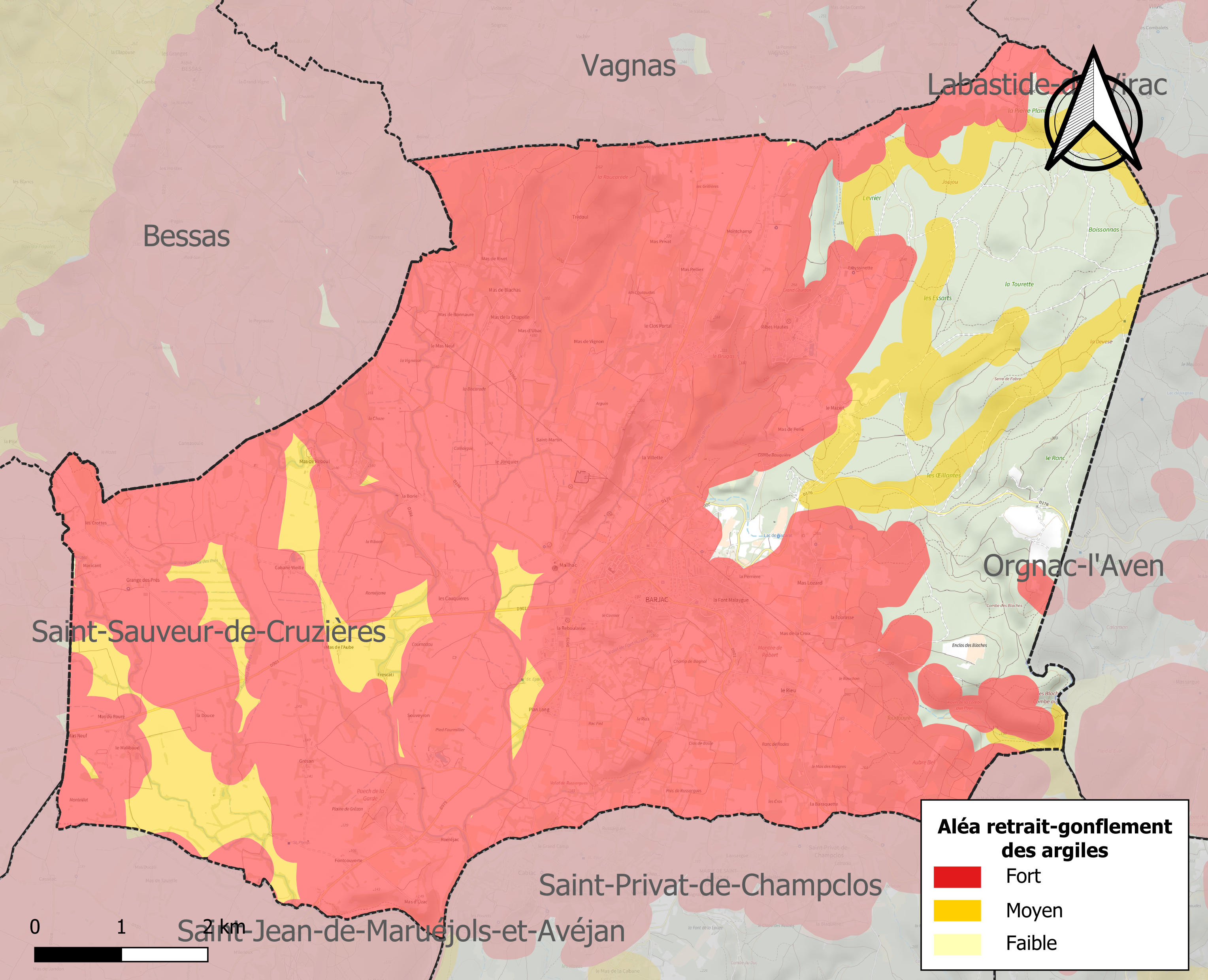
Carte des zones d'aléa retrait-gonflement des sols argileux de Barjac.

La commune est vulnérable au risque de mouvements de terrains constitué principalement du retrait-gonflement des sols argileux. Cet aléa est susceptible d'engendrer des dommages importants aux bâtiments en cas d’alternance de périodes de sécheresse et de pluie. 84,2 % de la superficie communale est en aléa moyen ou fort (67,5 % au niveau départemental et 48,5 % au niveau national). Sur les 842 bâtiments dénombrés dans la commune en 2019, 834 sont en aléa moyen ou fort, soit 99 %, à comparer aux 90 % au niveau départemental et 54 % au niveau national. Une cartographie de l'exposition du territoire national au retrait gonflement des sols argileux est disponible sur le site du BRGM,.
Par ailleurs, afin de mieux appréhender le risque d’affaissement de terrain, l'inventaire national des cavités souterraines permet de localiser celles situées dans la commune.
Concernant les mouvements de terrains, la commune a été reconnue en état de catastrophe naturelle au titre des dommages causés par la sécheresse en 2011, 2012, 2017 et 2019 et par des mouvements de terrain en 1983.

#### Risque particulier
Dans plusieurs parties du territoire national, le radon, accumulé dans certains logements ou autres locaux, peut constituer une source significative d’exposition de la population aux rayonnements ionisants. Certaines communes du département sont concernées par le risque radon à un niveau plus ou moins élevé. Selon la classification de 2018, la commune de Barjac est classée en zone 2, à savoir zone à potentiel radon faible mais sur lesquelles des facteurs géologiques particuliers peuvent faciliter le transfert du radon vers les bâtiments.

## Toponymie
Le nom de Barjac, porté également par deux autres communes du sud de la France, est constitué du suffixe -acum, très fréquent dans les toponymes d'origine gauloise et gallo-romane et qui signifiait l'appartenance d'un domaine à une personne, accolé à un nom propre. Selon les hypothèses, ce nom serait Bargius ou Barbius.

## Histoire

### Antiquité et Moyen Âge
Dans l'Antiquité, Barjac est située sur la Voie d'Antonin, la voie romaine entre Valence et Nîmes. La borne milliaire la plus méridionale de la cinquantaine que les Helviens avaient placé sur cette voie a été retrouvée à Barjac, au nord de la Villette. Le lieu était donc situé sur le territoire des Helviens, mais on ignore où se trouvait précisément la frontière avec celui des Volques arécomiques.

Le site est occupé comme l'atteste le domaine gallo-romain de Malhac situé dans la plaine de Barjac et redécouvert dans les années 1860, notamment par Léon Allègre[réf. nécessaire].
Plusieurs sculptures d'origine romaine sont  incluses dans les murs des maisons comme la «maison dite des comédiens » derrière l'ancienne mairie dont un lion ailé garde la porte.
Les anciens remparts de la ville sont construits en 1379. Les premiers seigneurs de la commune ont été les (de) Barjac et leurs descendants (de Poitiers-Valentinois, de Seyssel) jusqu'à la fin du XVe siècle.

### Époque moderne

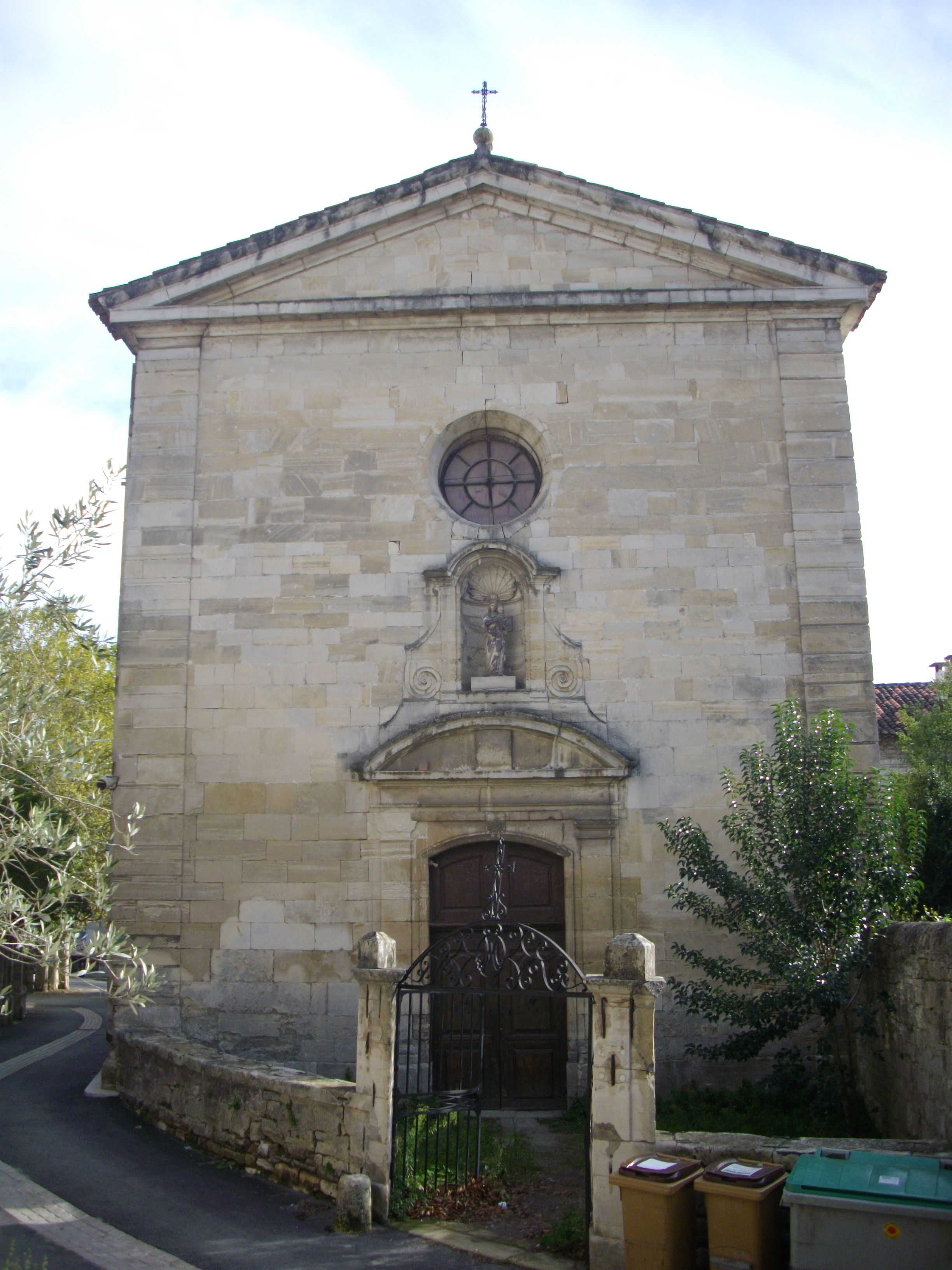
Façade de l'église du couvent des Capucins.

Le territoire devient l'un des fiefs de la famille de Grimoard de Beauvoir du Roure à partir du premier tiers du XVIIe siècle. Le château renaissance des comtes du Roure (construit entre 1634 et 1639) est resté propriété de cette famille jusqu'en 1899. La commune a hérité d'un patrimoine riche de nombreux hôtels particuliers. La ville est dominée de huit tours qui étaient le symbole de la puissance de leurs propriétaires (souvent bourgeois, ou de petite noblesse). Elle était alimentée en eau potable par un aqueduc venant de la source de Font Malliague, située à plus d'un kilomètre du centre. Seule la fontaine située près de l'office du tourisme fonctionne encore grâce à cet ancien réseau. Louis XIII, séjourna à Barjac dans la maison des Beauvoir du Roure de Saint Florent (branche cadette des Grimoard) dans la nuit du 5 au 6 juin 1629, les troupes royales réinvestissant les places fortes protestantes de la région. Louis XIII signera la paix d'Alès (ou édit de Grâce) deux semaines plus tard, le 28 juin, mettant fin à une période de 70 ans de guerres religieuses entre protestants et catholiques. Sous l'impulsion des comtes du Roure, les Capucins s'implantent à Barjac à partir de 1630 pour convertir la population barjacoise majoritairement protestante. Ils y resteront jusqu'à la Révolution française.

### Époque contemporaine
La commune s'est développée au XIXe siècle grâce à l'industrie de la soie (cinq filatures présentes dans la commune au milieu du XIXe siècle), puis à partir des années 1830 grâce à l'établissement de mines de lignite dont l'extraction continuera jusqu'au début des années 1960. Le château devient propriété communale en 1982. Il abrite une salle des fêtes, un cinéma Art et essai (Salle Jean Louis Trintignant), une médiathèque, diverses salles de danse, de musique et de dessin. L'hôtel de ville y a été installé en 2008.

## Politique et administration

### Rattachements électoraux
Pour l'élection des députés, elle fait partie de la quatrième circonscription du Gard.

### Liste des maires
- 1860-1862 : Régis Bruneau

[...]
- 1878-1884 : Charles Guynet

[...]
| Période                                  | Période  | Identité        | Étiquette   | Qualité                                                                                            |
| ---------------------------------------- | -------- | --------------- | ----------- | -------------------------------------------------------------------------------------------------- |
| 1945                                     | 1947     | Louis Etienne   | PCF         | Conseiller général du Canton de Barjac (1949-1945) Président du comité local de Libération en 1944 |
| 1947                                     | 1958     | Roland Riffard  | MRP         | Exploitant agricole Conseiller général du Canton de Barjac (1949-1961)                             |
| 1971                                     | 1984     | Jean Tassy      | PS puis DVG | Conseiller général du Canton de Barjac (1973-1979)                                                 |
| mars 1989                                | En cours | Édouard Chaulet | PCF         | Retraité de l'Éducation nationale Conseiller général du Canton de Barjac (1979-1992 et 2004-2015)  |
| Les données manquantes sont à compléter. |          |                 |             | |

### Politique environnementale
La commune de Barjac s'est engagée dans une démarche environnementale, notamment en passant sa cantine au bio et en créant un « Service Public de Restauration Éducative et Sociale » : 250 repas pour le restaurant scolaire avec des cuisiniers qualifiés et un service de portage de repas à domicile pour les personnes âgées ou handicapées. Cette initiative a fait l'objet d'un documentaire : Nos enfants nous accuseront. Une plate-forme de compostage est installée dans la commune, où le tri sélectif est par ailleurs organisé.

### Jumelages
Au 19 juin 2012, Barjac n'est jumelée avec aucune commune.

## Population et société

### Démographie
L'évolution du nombre d'habitants est connue à travers les recensements de la population effectués dans la commune depuis 1793. Pour les communes de moins de 10 000 habitants, une enquête de recensement portant sur toute la population est réalisée tous les cinq ans, les populations de référence des années intermédiaires étant quant à elles estimées par interpolation ou extrapolation. Pour la commune, le premier recensement exhaustif entrant dans le cadre du nouveau dispositif a été réalisé en 2006.

En 2022, la commune comptait 1 606 habitants, en évolution de +1,52 % par rapport à 2016 (Gard : +2,97 %, France hors Mayotte : +2,11 %).
| 1793  | 1800  | 1806  | 1821  | 1831  | 1836  | 1841  | 1846  | 1851  |
| ----- | ----- | ----- | ----- | ----- | ----- | ----- | ----- | ----- |
| 1 294 | 1 383 | 1 617 | 1 777 | 1 975 | 2 166 | 2 319 | 2 389 | 2 607 |

| 1856  | 1861  | 1866  | 1872  | 1876  | 1881  | 1886  | 1891  | 1896  |
| ----- | ----- | ----- | ----- | ----- | ----- | ----- | ----- | ----- |
| 2 502 | 2 523 | 2 511 | 2 471 | 2 407 | 1 939 | 1 854 | 1 766 | 1 655 |

| 1901  | 1906  | 1911  | 1921  | 1926  | 1931  | 1936  | 1946  | 1954  |
| ----- | ----- | ----- | ----- | ----- | ----- | ----- | ----- | ----- |
| 1 576 | 1 606 | 1 506 | 1 331 | 1 283 | 1 206 | 1 189 | 1 133 | 1 100 |

| 1962  | 1968  | 1975  | 1982  | 1990  | 1999  | 2006  | 2011  | 2016  |
| ----- | ----- | ----- | ----- | ----- | ----- | ----- | ----- | ----- |
| 1 109 | 1 056 | 1 091 | 1 241 | 1 361 | 1 379 | 1 498 | 1 575 | 1 582 |

| 2021  | 2022  | - | - | - | - | - | - | - |
| ----- | ----- | - | - | - | - | - | - | - |
| 1 611 | 1 606 | - | - | - | - | - | - | - |

### Enseignement
La commune de Barjac est située dans l'académie de Montpellier.
Elle est dotée de deux écoles :
- L'école maternelle et primaire publique située rue Haute-Fontaine qui compte 120 élèves[34] ;
- L'école maternelle et primaire privée Saint-Laurent située avenue des Mineurs  qui compte 106 élèves[35].
- Le collège le plus proche se trouve à Saint-Ambroix (16 km) mais aussi le collège de Vallon-Pont-d'Arc ( Ardèche )
- Les lycées les plus proches se trouvent à Bagnols-sur-Cèze (33 km) et à Alès (34 km).

### Santé
La commune de Barjac dispose d'une pharmacie, d'un médecin généraliste ( ils cherchent un médecin pour s'installer dans la commune depuis mi mars 2024, de trois cabinets d'infirmières libérales, d'un chirurgien-dentiste à quelques kilomètres ( vagnas ou St Jean de Marvejols), de cinq masseurs-kinésithérapeutes et d'un ostéopathe. Une maison de retraite médicalisée (Maison de retraite Saint Laurent). L'hôpital le plus proche est l'Hôpital Local de Vallon-Pont-d'Arc (12 km). Le Centre Hospitalier le plus proche est celui d'Alès (32 km). Le Centre Hospitalier Universitaire le plus proche est le CHU de Nîmes (65 km). Pour la santé animale, une clinique vétérinaire regroupant 4 docteurs.

### Manifestations culturelles et festivités
- Barjac est animée deux fois par an (à Pâques et au 15 août) d'une foire aux antiquités et à la Brocante qui fut un temps la plus importante d'Europe avec plus de 400 exposants[41].
- Festival de théâtre "Les Théâtropes, Barjac en scène" au mois d'avril chaque année depuis 2003. Le temps d'un weekend, création d'un théâtre éphémère.
- Le Salon de la Carte Postale se tient chaque année en décembre dans la ville.
- Le Festival « Barjac m'en chante », est un festival de chanson française à texte qui s'invite dans la cité la dernière semaine de juillet[42]. Il s'agit de l'un des plus importants de ce type en France.
- Un festival de jazz a été créé en 2012 par Bob Mazarguil, Barjac en Jazz ; il se tient durant 4 jours fin août, avec des ensembles de jazz "New Orleans" régionaux et internationaux.
- Barjac est un village pionnier du développement durable et de la culture du bio en France. Le salon Ethic & nature fait la promotion des activités et du style de vie lié à ces choix plusieurs fois par an. À ce titre la cuisine centrale s'est axée sur l'alimentation bio depuis près de cinq ans.
- Week-end taurin "El Taurino" qui a lieu le premier week-end d'août. Il consiste en un lâcher de taureaux dans la rue principale puis un toro piscine. Le dimanche, la messe en provençal est célébrée en plein air.

Depuis plus de 25 ans, une harmonie, "Les enfants de Barjac", anime les fêtes à Barjac et aux alentours : El Torino, la Brocante, la fête votive...

### Sports
Barjac dispose de plusieurs clubs de sport, un club de foot ESB, un club de tennis, une salle de judo et taikaido, une salle de danse, un club cycliste et un club bouliste

## Économie

### Revenus
En 2018  (données Insee publiées en septembre 2021), la commune compte 727 ménages fiscaux, regroupant 1 459 personnes. La médiane du revenu disponible par unité de consommation est de 18 910 € (20 020 € dans le département).

### Emploi
|                | 2008   | 2013   | 2018   |
| -------------- | ------ | ------ | ------ |
| Commune        | 10 %   | 12,6 % | 16,2 % |
| Département    | 10,6 % | 12 %   | 12 %   |
| France entière | 8,3 %  | 10 %   | 10 %   |

En 2018, la population âgée de 15 à 64 ans s'élève à 905 personnes, parmi lesquelles on compte 71,3 % d'actifs (55,1 % ayant un emploi et 16,2 % de chômeurs) et 28,7 % d'inactifs,. En  2018, le taux de chômage communal (au sens du recensement) des 15-64 ans est supérieur à celui de la France et du département, alors qu'il était inférieur à celui du département en 2008.
La commune est hors attraction des villes,. Elle compte 633 emplois en 2018, contre 605 en 2013 et 592 en 2008. Le nombre d'actifs ayant un emploi résidant dans la commune est de 509, soit un indicateur de concentration d'emploi de 124,4 % et un taux d'activité parmi les 15 ans ou plus de 47 %.
Sur ces 509 actifs de 15 ans ou plus ayant un emploi, 297 travaillent dans la commune, soit 59 % des habitants. Pour se rendre au travail, 71,5 % des habitants utilisent un véhicule personnel ou de fonction à quatre roues, 2,8 % les transports en commun, 12 % s'y rendent en deux-roues, à vélo ou à pied et 13,7 % n'ont pas besoin de transport (travail au domicile).

### Activités hors agriculture

#### Secteurs d'activités
278 établissements sont implantés  à Barjac au 31 décembre 2019. Le tableau ci-dessous en détaille le nombre par secteur d'activité et compare les ratios avec ceux du département,.
| Secteur d'activité                                                                                        | Commune | Commune | Département |
| Secteur d'activité                                                                                        | Nombre  | %       | %           |
| --- | ------- | ------- | ----------- |
| Ensemble                                                                                                  | 278     | 100 %   | (100 %)     |
| Industrie manufacturière, industries extractives et autres                                                | 26      | 9,4 %   | (7,9 %)     |
| Construction                                                                                              | 25      | 9 %     | (15,5 %)    |
| Commerce de gros et de détail, transports, hébergement et restauration                                    | 110     | 39,6 %  | (30 %)      |
| Information et communication                                                                              | 3       | 1,1 %   | (2,2 %)     |
| Activités financières et d'assurance                                                                      | 9       | 3,2 %   | (3 %)       |
| Activités immobilières                                                                                    | 15      | 5,4 %   | (4,1 %)     |
| Activités spécialisées, scientifiques et techniques et activités de services administratifs et de soutien | 23      | 8,3 %   | (14,9 %)    |
| Administration publique, enseignement, santé humaine et action sociale                                    | 41      | 14,7 %  | (13,5 %)    |
| Autres activités de services                                                                              | 26      | 9,4 %   | (8,8 %)     |

Le secteur du commerce de gros et de détail, des transports, de l'hébergement et de la restauration est prépondérant dans la commune puisqu'il représente 39,6 % du nombre total d'établissements de la commune (110 sur les 278 entreprises implantées  à Barjac), contre 30 % au niveau départemental.

#### Entreprises et commerces
Les cinq entreprises ayant leur siège social sur le territoire communal qui génèrent le plus de chiffre d'affaires en 2020 sont : 
- Pellet, travaux de terrassement courants et travaux préparatoires (3 812 k€) ;
- Cevennes Etiquettes, autre imprimerie (labeur) (2 766 k€) ;
- Le Mas Du Terme, hôtels et hébergement similaire (1 380 k€) ;
- Entreprise Natali Exploitation, autres travaux spécialisés de construction (1 038 k€) ;
- La Couronne d'agneau, commerce de détail de viandes et de produits à base de viande en magasin spécialisé (568 k€).

En 2015, le village comptait dix-sept commerces dont trois boulangeries-pâtisseries et un supermarché.
Le tourisme joue un rôle important dans l'économie. Barjac compte sept restaurants, quatre hôtels-restaurants qui totalisent 101 chambres, ainsi que trois campings qui totalisent 190 emplacements.

### Agriculture
La commune est dans le Bas-Vivarais, une petite région agricole occupant une petite frange nord du département du Gard. En 2020, l'orientation technico-économique de l'agriculture  dans la commune est la polyculture et/ou le polyélevage.
|               | 1988  | 2000  | 2010  | 2020  |
| ------------- | ----- | ----- | ----- | ----- |
| Exploitations | 70    | 42    | 36    | 31    |
| SAU (ha)      | 1 631 | 1 449 | 1 329 | 1 334 |

Le nombre d'exploitations agricoles en activité et ayant leur siège dans la commune est passé de 70 lors du recensement agricole de 1988  à 42 en 2000 puis à 36 en 2010 et enfin à 31 en 2020, soit une baisse de 56 % en 32 ans. Le même mouvement est observé à l'échelle du département qui a perdu pendant cette période 61 % de ses exploitations,. La surface agricole utilisée dans la commune a également diminué, passant de 1 631 ha en 1988 à 1 334 ha en 2020. Parallèlement la surface agricole utilisée moyenne par exploitation a augmenté, passant de 23 à 43 ha.

#### Produits du terroir
Barjac est l'une des cinq communes gardoises à produire des AOC côtes-du-vivarais.

## Culture locale et patrimoine

### Lieux et monuments
Barjac fait partie des communes du département du Gard qui ont obtenu le label village de caractère. Elle présente un patrimoine bâti diversifié, datant de différentes époques :

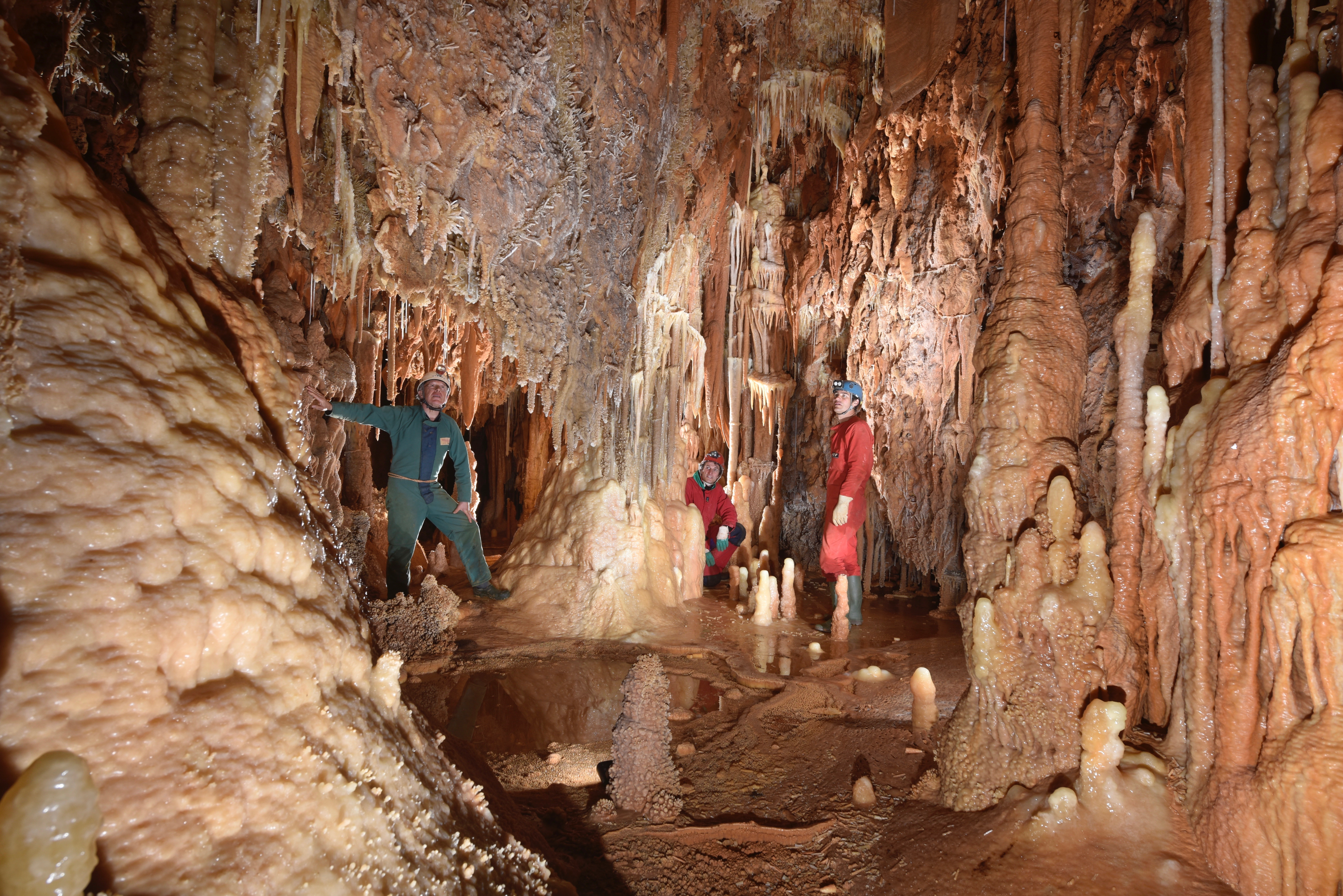
Salle des disques.

- Barjac possède sur ses terrains communaux une des plus belles cavités souterraines d'Europe, nommée la « Grotte de Barjac ».

Ce réseau tentaculaire se développe sur une distance de 2,8 kilomètres et renferme une inestimable richesse en matière de concrétions et de cristaux, ce que lui vaut le surnom de « l'Encyclopédie de la Calcite ».
Cette grotte a été découverte et explorée par Guido Goossens, Nicolas Richardeau et Patrick Soetens, trois spéléologues Gardios.
La grotte a été mise en protection totale par la commune en étant « grotte témoin ».

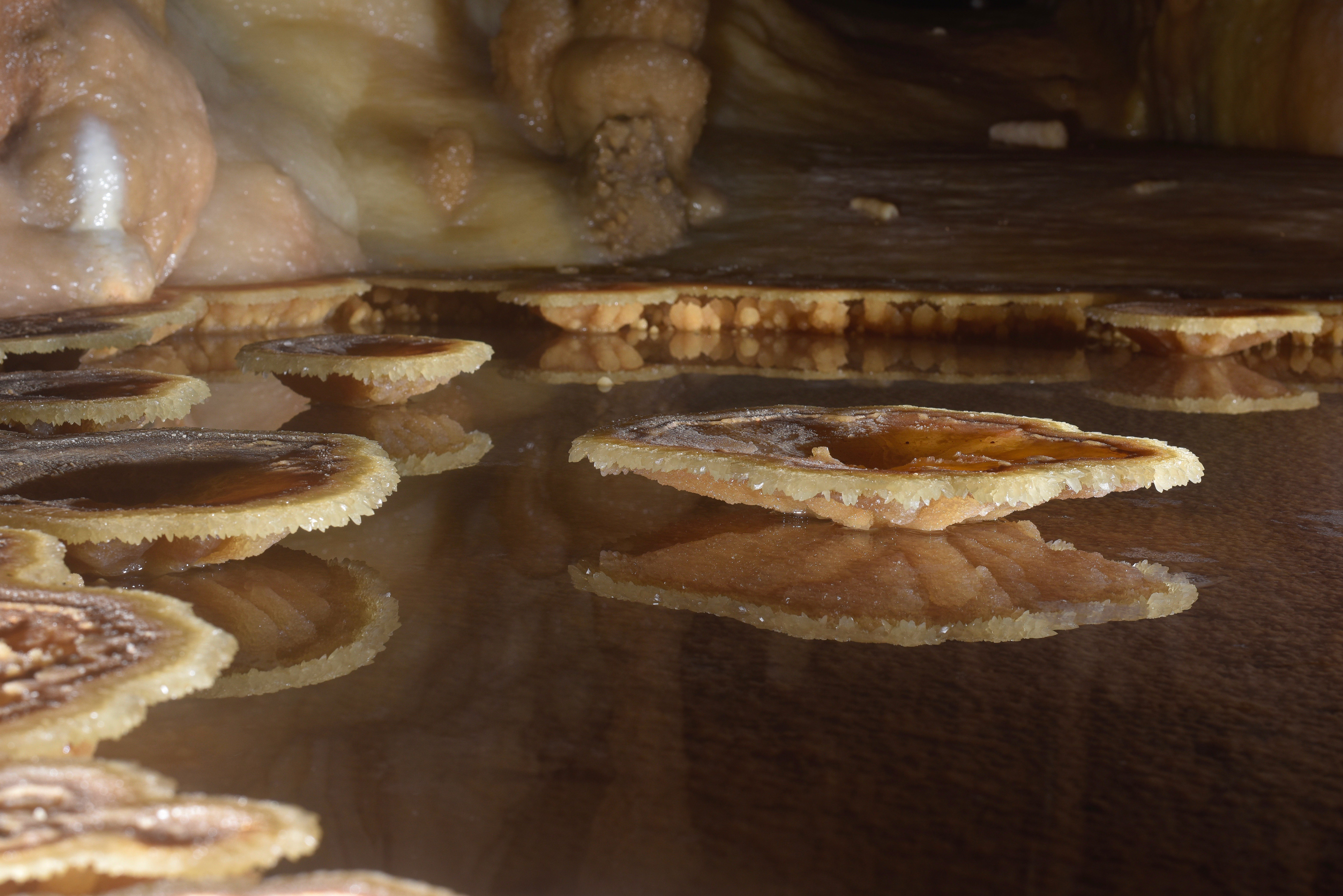
Les coupelles.

C'est à l'heure actuelle la seule grotte en France conservée dans son état vierge de découverte. Son exploration est toujours en cours.
- plus d'une dizaine de dolmens du Néolithique sont encore présents dans les bois de Barjac. Ils sont classés au titre des monuments historiques depuis 1889[53] ;

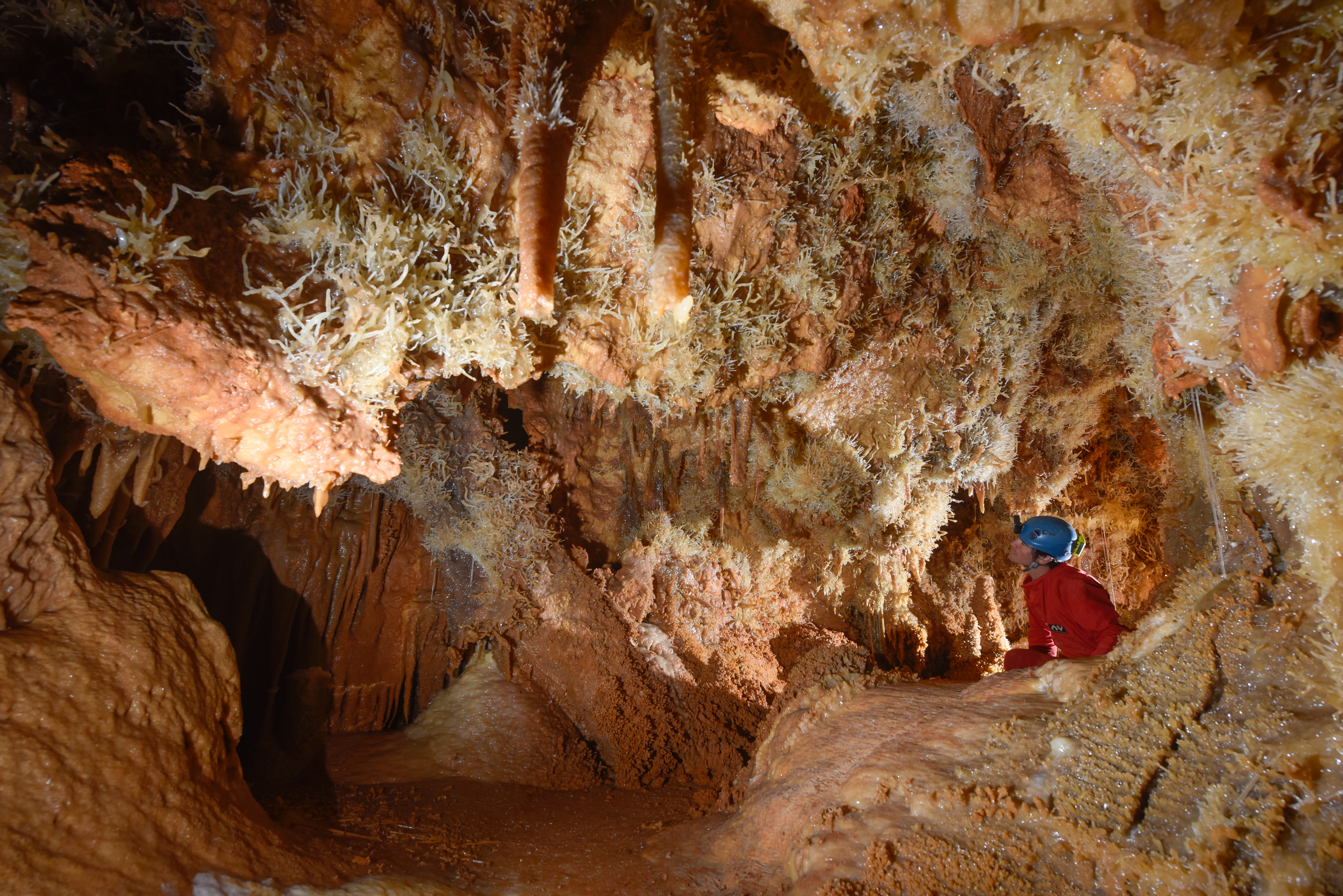
Galerie des excentriques.

- des vestiges d'origine romaine viennent en grande partie du domaine gallo-romain de Malhac situé dans la plaine de Barjac et redécouvert dans les années 1860, notamment par Léon Allègre. On trouve ainsi de nombreuses sculptures d'origine romaine (pour la plupart d'entre elles), incluses dans les murs de maisons comme la « maison dite des comédiens » derrière l'ancienne mairie, dont un lion ailé garde la porte ;
- l'ancien système d’adduction d'eau (aqueduc, réservoirs, fontaines)[Quand ?] ;
- la commune a hérité d'un patrimoine riche de nombreux hôtels particuliers, ornés de façades travaillées[Quand ?] ;
- des vestiges des anciens remparts de la ville construits en 1379 (porte basse de la ville par exemple) restent visibles dans certaines rues ;
- le château des comtes du Roure date du début du XVIe siècle ; il a été restauré par la suite. Il est inscrit au titre des monuments historiques depuis le 16 août 1993[54]. La mairie de Barjac y est installée depuis 2008 ;
- l'escalier monumental de la Calade.

À cela s'ajoute un patrimoine religieux monumental :
- la chapelle du couvent des Capucins de Barjac ;
- l'église Saint-Laurent ;
- le monastère des Capucins et son parc qui abrite l'une des plus vieilles bambouseraies de France ;
- la chapelle de la Plaine ;
- La chapelle Notre-Dame.

### Patrimoine environnemental
Les « pelouses de Champ de Bagnol » constituent une zone naturelle d'intérêt écologique, faunistique et floristique (ZNIEFF) de type 1 de 68 ha au sud du village. Ce site naturel, ainsi que la totalité du périmètre communal, sont inclus dans une zone naturelle plus large, les « plateaux calcaires méridionaux du bas vivarais », ZNIEFF de type 2.

### Patrimoine culturel
Son marché provençal se déroule le vendredi et s'étend sur presque la totalité de Barjac.
Une grande partie du film documentaire de Jean-Paul Jaud, Nos enfants nous accuseront, a été tournée à Barjac.

### Personnalités liées à la commune
- Anselm Kiefer (né en 1945), artiste contemporain allemand, avait installé en 1993 son atelier La Ribaute dans une ancienne friche industrielle. Il a quitté la commune pour Croissy-Beaubourg, en Seine-et-Marne, en 2009[1].
- Jens Boettcher, artiste sculpteur, ancien professeur à l'École régionale des beaux-arts de Besançon, est installé près de Barjac[57].
- James Climent, dirigeant du Parti pirate (PP), vit à Barjac.

## Héraldique
| Blason de Barjac (Gard) | Blason  | D'azur à la croix estrée au pied alésé fiché d'argent soutenue de trois besants du même et cantonnée de quatre étoiles d'or. |
| Blason de Barjac (Gard) | Détails | |

## Pour approfondir